# Amanda Todd
Amanda Michelle Todd (n. 27 noiembrie 1996, Vancouver - d. 10 octombrie 2012, Port Coquitlam, Columbia Britanică) a fost o adolescentă din Canada, care s-a sinucis ca reacție la o îndelungată hărțuire și șantajare în mediul virtual.
Cu puțin înainte de a muri, a postat pe Youtube un videoclip în care, prin intermediul unor foi scrise, și-a expus succint viața și mai ales modul cum a fost supusă la o succesiune de agresiuni emoționale.
După decesul ei, filmul a devenit viral, fiind distribuit, prin intermediul a diverse rețele de socializare, în întreaga lume.
Astfel, la numai trei zile după moartea ei, la 13 octombrie 2012, filmul a deținut peste 1,6 milioane de vizualizări.
De asemenea, pe Facebook au fost create numeroase pagini cu numele tinerei, în care utilizatorii online și-au expus opiniile și sentimentele, dar și sfaturi privind combaterea suicidului și chiar și adresele unor servicii care se ocupă cu această problemă.
Christy Clark, guvernatoarea provinciei canadiene Columbia Britanică și-a prezentat online condoleanțele și a propus o dezbatere națională pe tema pericolelor din mediul virtual și mai ales a agresiunii pe Internet, prin încălcarea dreptului la viață privată a individului.